# Delicola longipalpis
Delicola longipalpis is een hooiwagen uit de familie Epedanidae.